# Giannis Skopelitis
Giannis Skopelitis (em grego: Γιάννης Σκοπελίτης) (Atenas, 2 de maio de 1978) é um futebolsita grego que atua como volante. Mede 1,80cm e pesa 75kg.

## Carreira
Começou a carreira no Egaleo FC da Grécia em 1999 onde ficou até 2004. Teve uma passagem pelo Portsmouth Football Club, Cork City Football Club e Atromitos FC. Atualmente está no Anorthosis Famagusta FC.